# 灰叶附地菜
灰叶附地菜（学名：Trigonotis cinereifolia）是紫草科附地菜属的植物，是中国的特有植物。分布在中国大陆的西藏等地，生长于海拔2,000米的地区，一般生于山地灌丛或草地，目前尚未由人工引种栽培。